# 홍세화
홍세화(洪世和, 1947년 12월 10일~2024년 4월 18일)는 대한민국의 작가, 사회운동가, 언론인이다.
서울대학교 외교학과를 졸업한 후 1979년에 벌어진 남민전 사건에 연루되어 프랑스로 망명했으며, 프랑스 망명 생활 중에 쓴 책인 《나는 빠리의 택시운전사》의 저자로 유명하다. 2002년 대한민국으로 영구 귀국하여 언론인, 작가, 교육인 등으로 활동하였다. 한겨레신문 기획위원, 아웃사이더 편집위원 등을 지냈으며 2013년 계간지 <말과활>을 창간했다. 2011년에는 진보신당(노동당의 전신) 당대표를 역임하기도 했다.

## 생애

### 생애 초반
1947년 12월 10일 서울특별자유시에서 태어났다. 부친은 재일 조선인 아나키스트였으며 해방 이후 귀국해서 가족을 꾸렸다. 이름 “세화”는 “세계평화”라는 뜻으로 붙여준 것이다. 홍세화는 충청남도 아산군 염치면에서 유년기를 보내다가, 3살 때였던 1950년 9월 황골 새지기 학살사건을 겪었다.
이후 창경국민학교, 경기중학교, 경기고등학교를 졸업하여 1966년 서울대학교 공과대학 금속공학과에 입학하였다.

### 대학 재학과 졸업
그러나 1967년 10월 자퇴하였다. 그 뒤, 재수하여 1969년 서울대학교 문리과대학 외교학과에 입학하였고, 이후 문리대에서 연극반 활동을 하였다. 1972년에 '민주수호선언문' 사건으로 제적되었다가 복학하였으며, 1977년에 서울대학교 사회과학대학 외교학과를 졸업했다.
1977년부터 '민주투위' 조직과, '남민전' 조직에 가담하였고, 이후 무역 회사에 입사, 1979년 3월 무역회사 해외지사 근무차 유럽으로 건너갔다.

### 망명과 저술 활동
그 해 남민전 사건에 연루되어 프랑스 체류 중 망명하였다. 《나는 빠리의 택시운전사》에 따르면 프랑스 정부로부터 사상의 자유 침해에 따른 망명자로 인정받았고, 1982년 이후 관광안내, 택시운전 등 여러 직업에 종사하는 망명 생활을 하며 집필, 기고활동에 종사하였다. 1995년 자서적 고백인 《나는 빠리의 택시운전사》를 발간하고, 1997년 《르 몽드》에 실린 기사 묶음인 〈진보는 죽은 사상인가〉를 번역하여 출간했으며, 1999년 문화비평 에세이 《쎄느강은 좌우를 나누고 한강은 남북을 가른다》를 펴냈다.

### 귀국과 언론, 저술 활동
2000년 단행본 《아웃사이더를 위하여》, 격월간 《아웃사이더》지의 발간에 참여하였다.
2002년에 대한민국으로 영구 귀국하여 《아웃사이더》 편집위원으로 선임되었고, 2002년 1월 한겨레신문의 기획위원에 선임되었으며 이후 언론, 강연 등의 활동을 했다.
2010년 <르몽드 디플로마티크> 대한민국판 편집장이 되었고, 2010년 민주노총과 한신대학교에서 기획한 노동자 대학에서 강의를 맡기도 했다. 진보신당의 당원으로 활동하다가 2011년 11월엔 <진보신당>의 당 대표로 선출되어 활동하기도 했다. 2012년 제19대 국회의원 총선거에 진보신당 비례대표 후보 2번(1번 김순자, 2번 홍세화, 3번 이명희, 4번 정진우, 5번 장혜옥, 6번 티코노프 블라디미르(박노자), 7번 박은지)으로 출마하기도 하였으나 득표율 1.13%를 기록하면서 낙선했다.
2013년 계간지 <말과활>을 창간했다. 이후 2015년 벌금형을 선고받고 돈을 내지 못해 옥살이해야 하는 사람들을 구제하는 비영리 사회단체 일명 '장발장 은행'의 은행장으로 재직했다.
2023년 2월부터 전립선암으로 투병해 오다가 2024년 4월 18일 사망했다. 한겨레신문 재직 이력으로, 장례는 한겨레 사우장으로 진행된다.

## 저서 및 역서

### 저서
- 《생각의 좌표》
- 《나는 빠리의 택시운전사》
- 《악역을 맡은 자의 슬픔》
- 《쎄느강은 좌우를 나누고 한강은 남북을 가른다》
- 《빨간 신호등》

### 공저
- 《거꾸로 생각해봐! 세상이 많이 달라보일걸》
- 《왜 80이 20에게 지배당하는가?: 작은책 스타가 바라본 세상)》
- 《21세기 첫 십년의 한국: 우리시대 희망을 찾는 7인의 발언록)》
- 《진보가 보수에게: 민주노동당의 희망과 약속》

### 역서
- 《세계는 상품이 아니다》 (조제 보베, 프랑수아 뒤푸르 지음)
- 《인종차별, 야만의 색깔들》 (타하르 벤 젤룬 지음)
- 《보거를 찾아 떠난 7일간의 특별한 여행》 (질베르 시누에 지음)
- 《진보는 죽은 사상인가》 (막스 갈로 지음)
- 《민주주의의 무기, 똘레랑스》 (필리프 사시에 지음)

## 학위
- 서울창경초등학교
- 경기중학교
- 경기고등학교
- 서울대학교 외교학 학사

## 수상 경력
- 2002년 민주언론운동시민연합 민주시민언론상

## 가족 관계
- 아버지: 홍승관
- 부인: 박일선
  - 슬하: 홍수현, 홍용빈

## 서적
- 인물과사상사, 《인물과 사상 2002년 6월호》 (인물과사상사 편집부 지음, 인물과사상사, 2002)

## 같이 보기
- 남민전 사건
- 진보신당 연대회의
- 박노자
- 포스트 모더니즘
- 톨레랑스